# Knud Glønborg
Knud Glønborg (1930 i Nibe – 16. september 2010 i Hirtshals) var en dansk specialskolekonsulent, der var medlem af Folketinget for Kristeligt Folkeparti fra 1986 til 1993.
Glønborg var uddannet lærer og var hele livet medlem af Baptistkirken. Han var desuden afholdsmand. I den forbindelse modtog han afholdsbevægelsens fornemste anerkendelse, Larsen-Ledet Prisen. 